# Інохоса-дель-Дуке
Інохоса-дель-Дуке (ісп. Hinojosa del Duque) — муніципалітет в Іспанії, у складі автономної спільноти Андалусія, у провінції Кордова. Населення — 7366 осіб (2010).
Муніципалітет розташований на відстані близько 250 км на південний захід від Мадрида, 75 км на північний захід від Кордови.

## Демографія
Динаміка населення (INE ):

## Галерея зображень

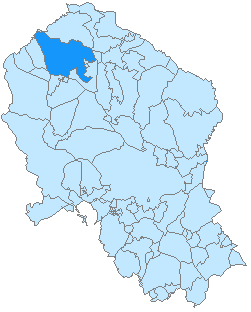
Розташування муніципалітету у провінції Кордова
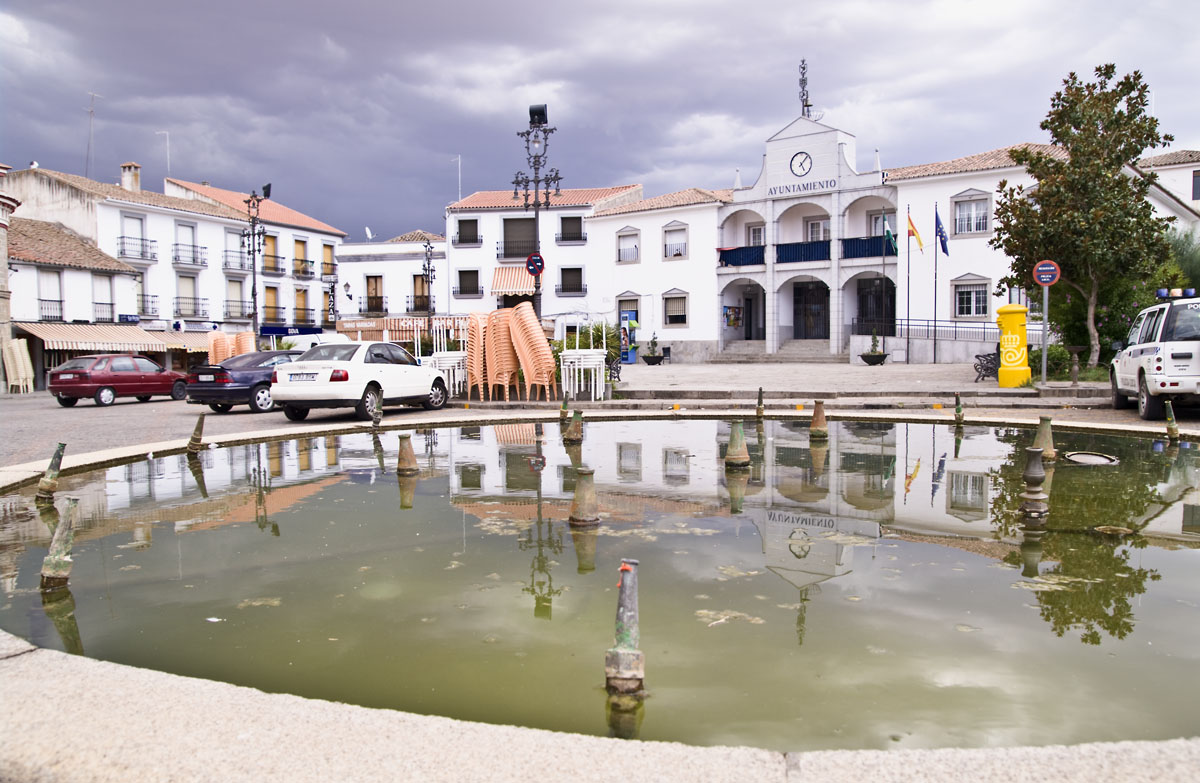
Муніципальна рада
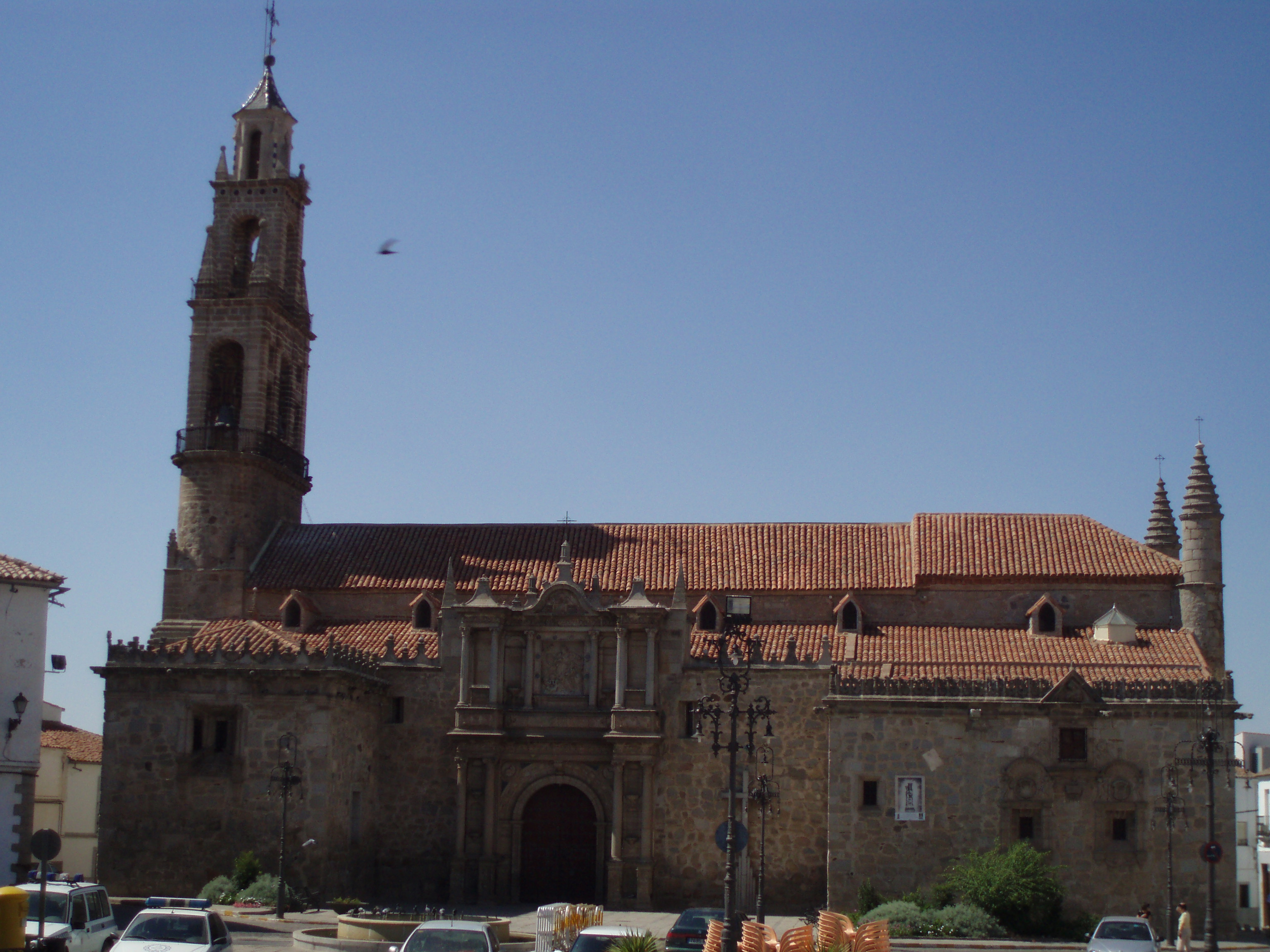
Парафіяльна церква Сан-Хуан-Баутіста (Катедраль-де-ла-Сьєрра)
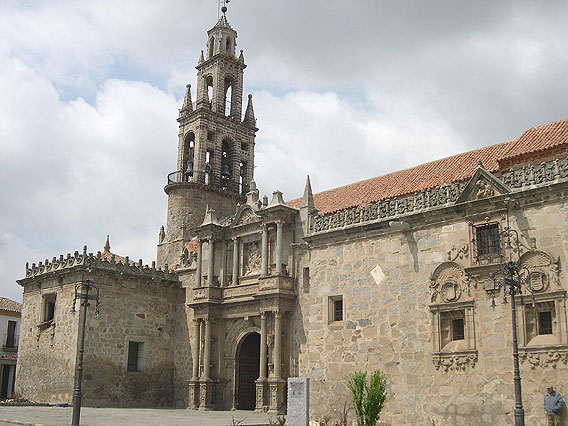
Катедраль-де-ла-Сьєрра
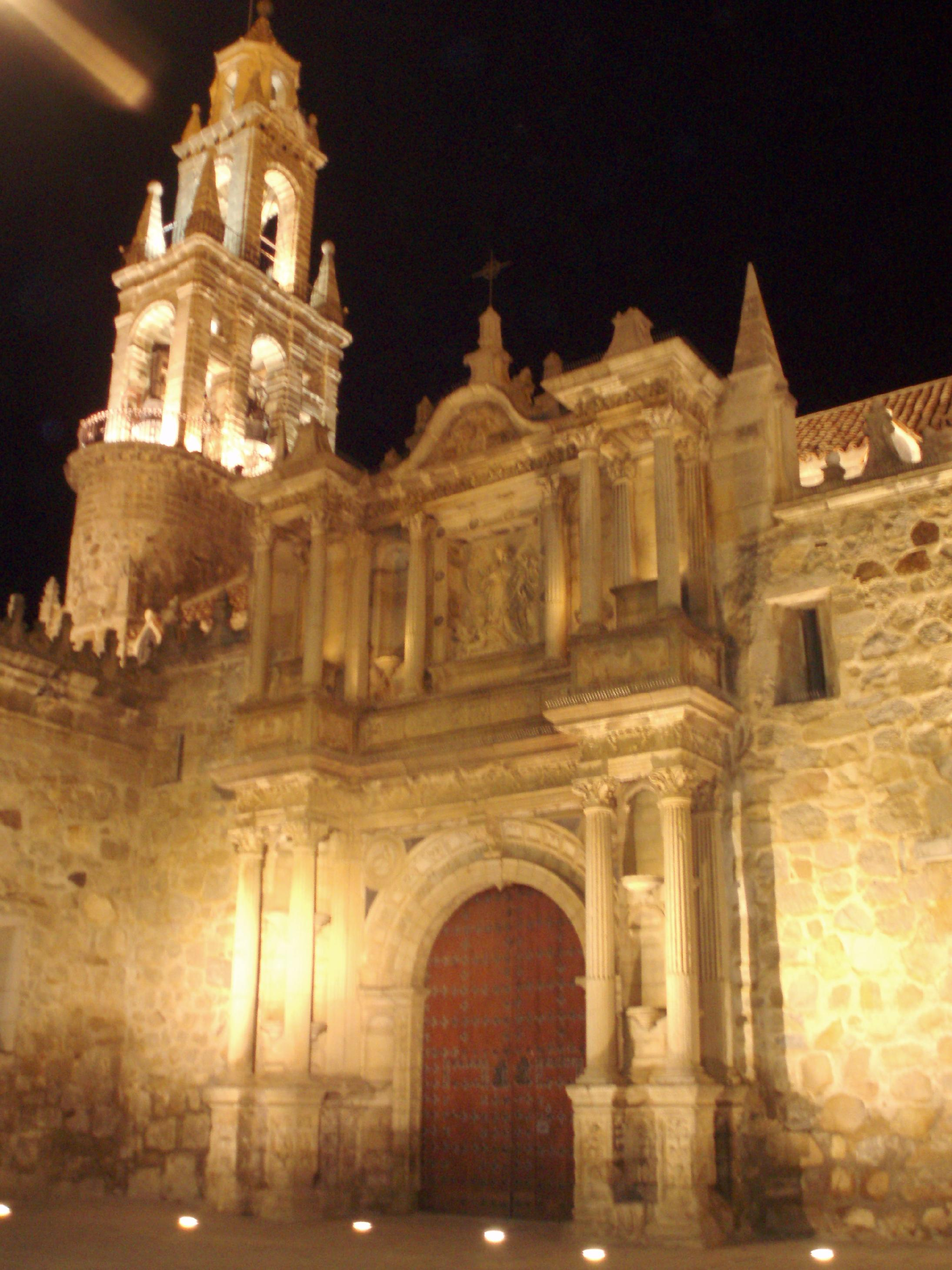
Собор вночі
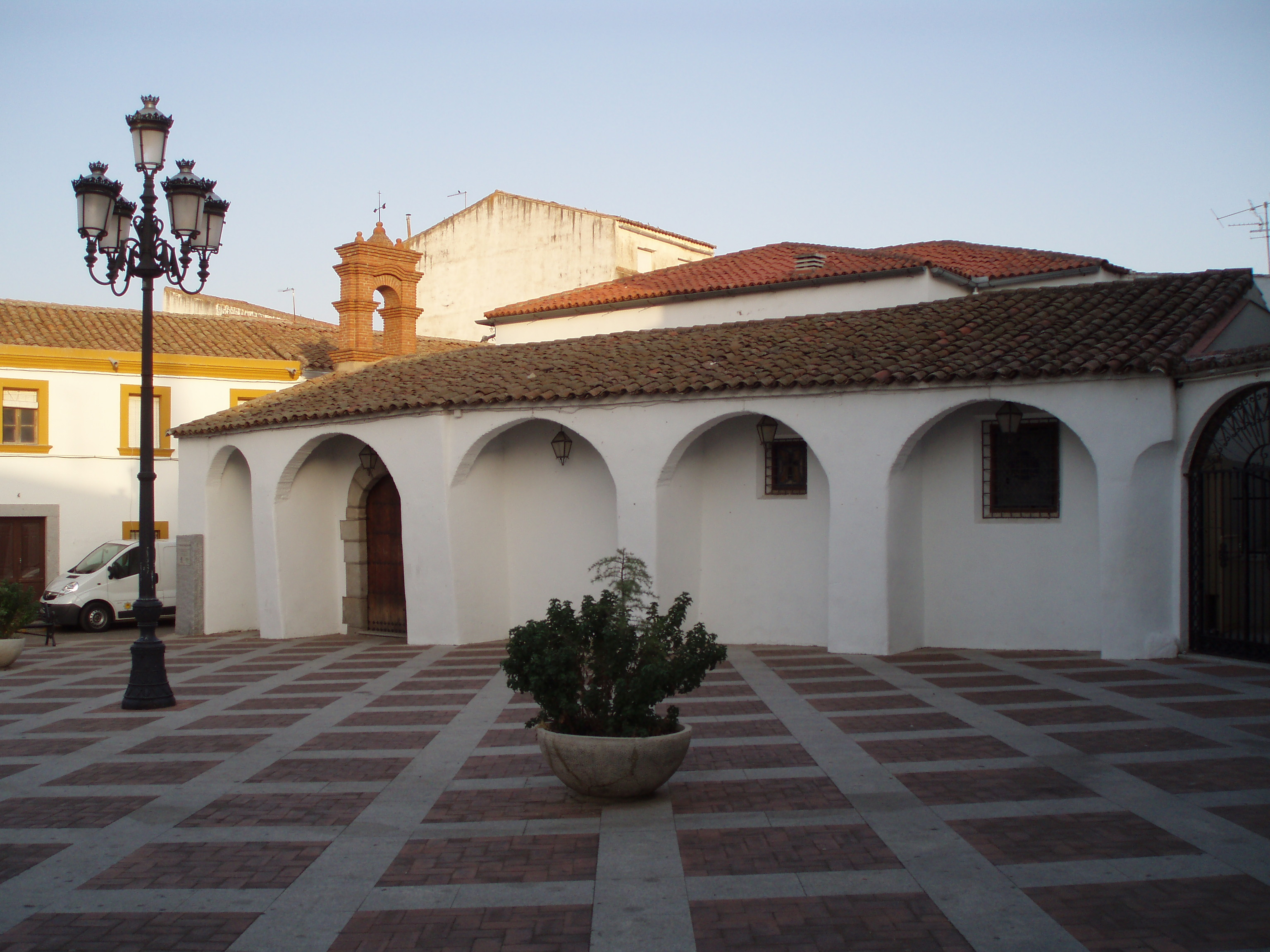
Каплиця Санта-Ана
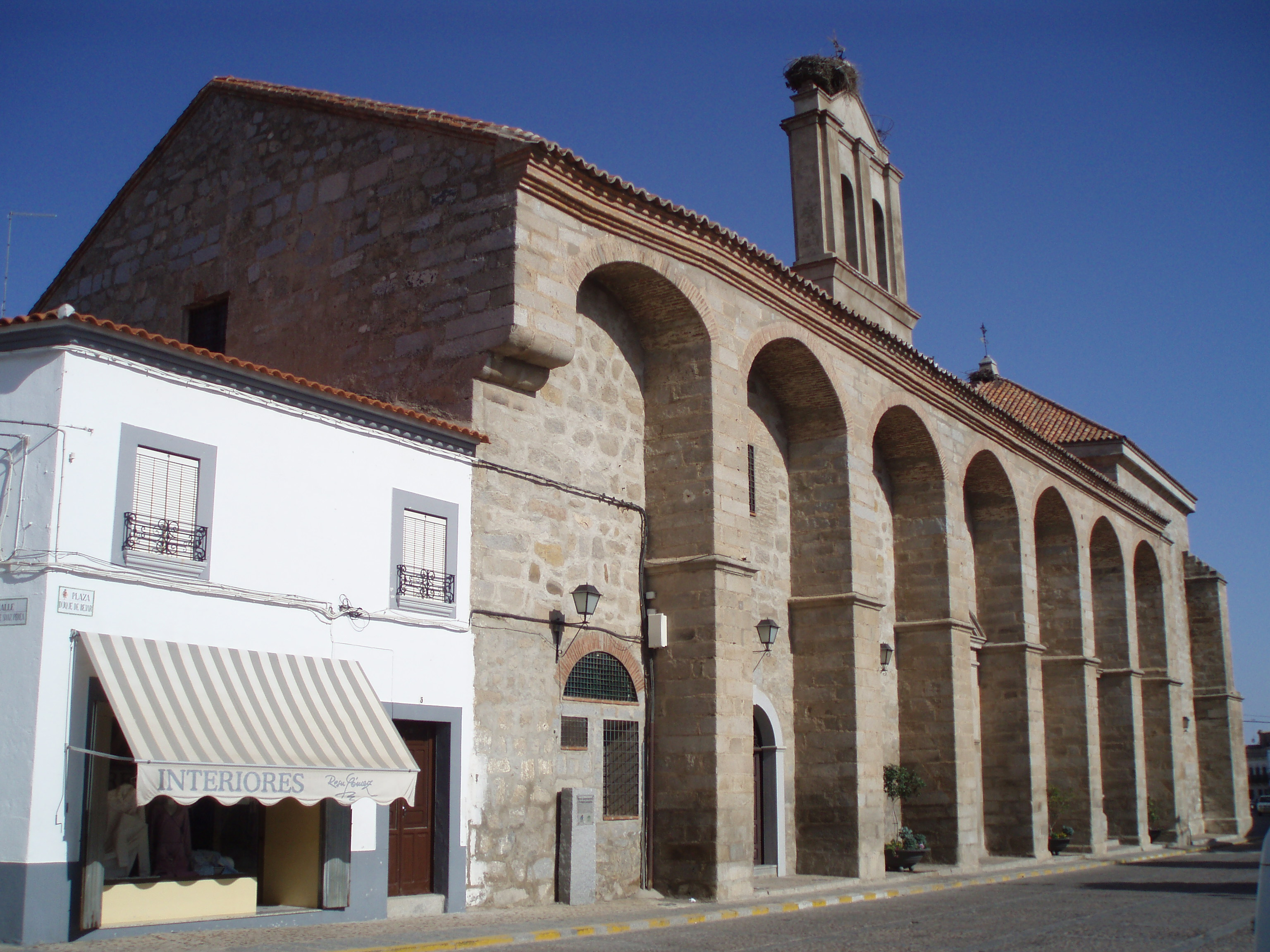
Монастир Лас-Мадрес-Консепсьйоністас
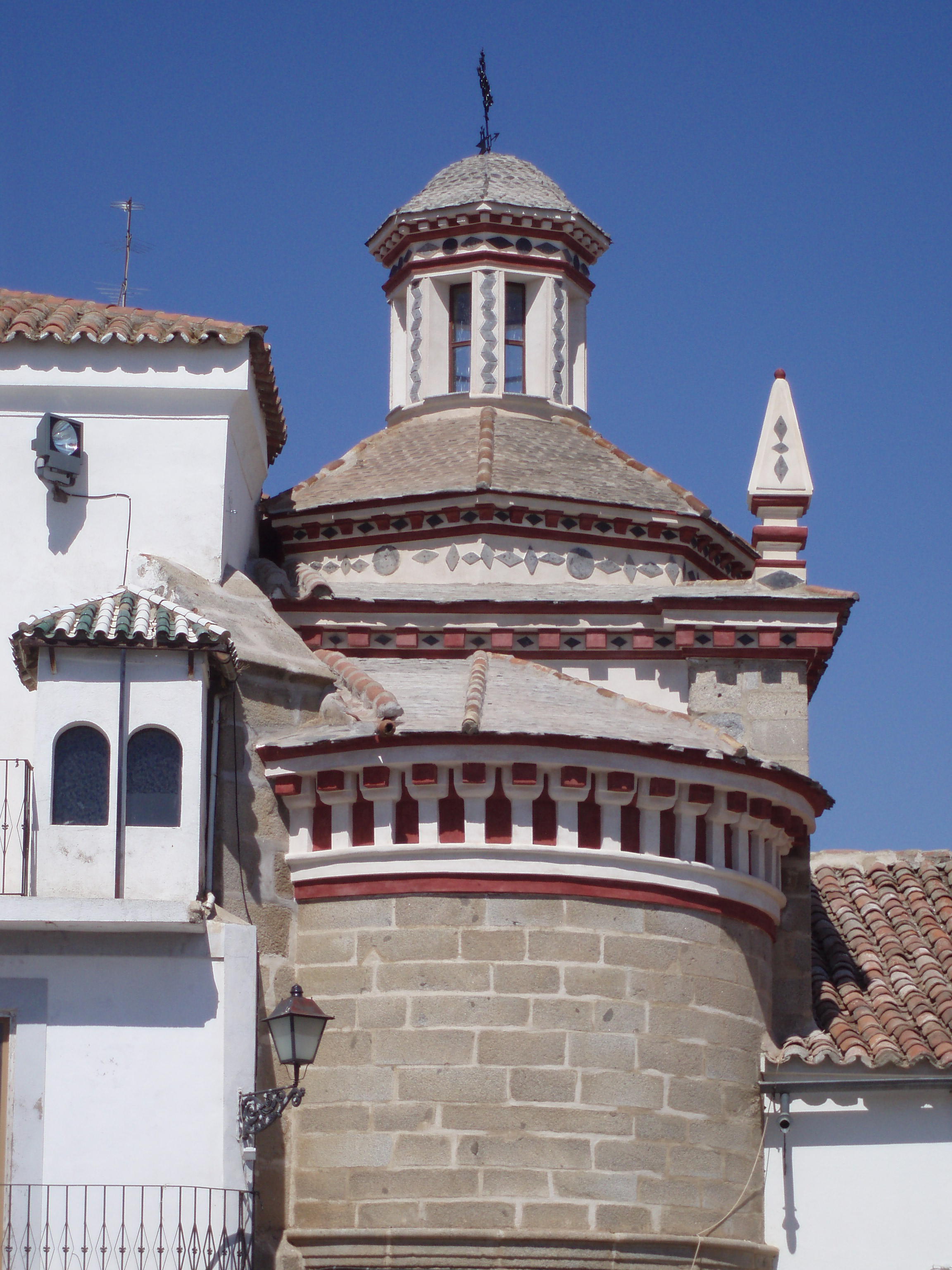
Каплиця Ла-Вірхен-дель-Кастільйо
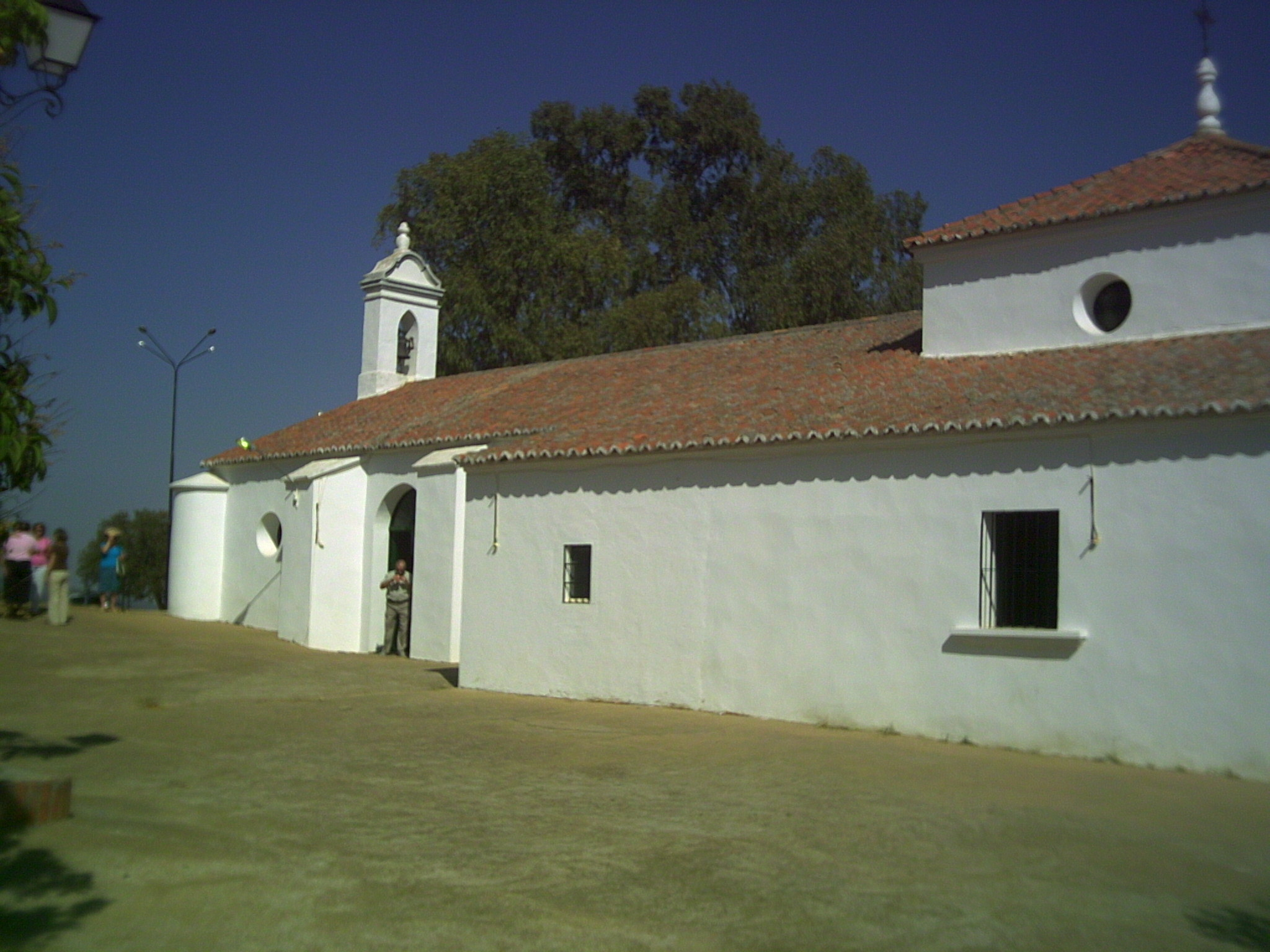
Каплиця Нуестра-Сеньйора-де-ла-Антигуа